# 峰岸透
峰岸 透（みねぎし とおる、1975年 - ）は、主にゲームミュージックを手掛ける日本の作曲家、声優。任天堂所属。

## 概要
ラテン音楽などをよく好んでいた両親の元に生まれ、中学時代はパーカッションを、高校時代はロックバンドでドラムを担当。大学卒業後の1998年に、任天堂へ入社し、情報開発本部制作部に配属された。以降、『どうぶつの森シリーズ』や『ゼルダの伝説シリーズ』シリーズなどの音楽に関わり、『ゼルダの伝説 トワイライトプリンセス』にて初めてメイン作曲家を務める。『マリオサンシャイン』の効果音や、ゲームキューブを起動する際のメロディも制作。『どうぶつの森』の生演奏にも参加しており、鍵盤ハーモニカを披露。一部の『マリオシリーズ』にて声の出演を果たしている。

## 作品
太字表記の作品は、メインで担当したタイトル。
| 年   | タイトル                                            | 担当                       | その他                                                       |
| ---- | --------------------------------------------------- | -------------------------- | ------------------------------------------------------------ |
| 1998 | ポケモンスタジアム                                  | 作曲                       | 永田権太・疋野光啓と共同                                     |
| 1999 | ポケモンスタジアム2                                 | 作曲                       | 若井淑と共同                                                 |
| 2000 | マリオアーティスト タレントスタジオ                 | 作曲                       | 戸高一生・永田権太と共同                                     |
| 2000 | ゼルダの伝説 ムジュラの仮面                         | 作曲                       | 近藤浩治と共同 「戦闘」「中ボス戦闘」「ボス戦闘」の3曲を担当 |
| 2001 | どうぶつの森                                        | 作曲                       | 戸高一生・永田権太・田中しのぶと共同                         |
| 2001 | どうぶつの森+                                       | 作曲                       | 戸高一生・永田権太・田中しのぶと共同                         |
| 2002 | スーパーマリオサンシャイン                          | 効果音                     | 効果音の一部を担当                                           |
| 2002 | ゼルダの伝説 風のタクト                             | 作曲                       | 永田権太・若井淑・近藤浩治と共同                             |
| 2003 | マリオゴルフ ファミリーツアー                       | 効果音                     | 効果音の一部を担当                                           |
| 2004 | スーパーマリオボール                                | 効果音                     | 効果音の一部を担当                                           |
| 2004 | マリオテニスGC                                      | 声                         | 声の一部を担当                                               |
| 2005 | キャッチ!タッチ!ヨッシー!                           | 作曲                       | 太田あすか・戸高一生と共同                                   |
| 2005 | スーパーマリオスタジアム ミラクルベースボール       | 声                         | 声の一部を担当                                               |
| 2006 | ゼルダの伝説 トワイライトプリンセス                 | 作曲                       | 太田あすか・近藤浩治と共同                                   |
| 2007 | ゼルダの伝説 夢幻の砂時計                           | 作曲                       | 永田権太と共同                                               |
| 2007 | Wii Fit                                             | 作曲                       | 富永真央・藤井志帆と共同                                     |
| 2008 | 大乱闘スマッシュブラザーズX                         | 編曲                       | 一部楽曲の編曲を担当                                         |
| 2008 | スーパーマリオスタジアム ファミリーベースボール     | 声                         | 声の一部を担当                                               |
| 2008 | Wii Music                                           | 作曲                       | 永田権太・横田真人と共同                                     |
| 2009 | ゼルダの伝説 大地の汽笛                             | 作曲                       | 富永真央・太田あすか・近藤浩治と共同                         |
| 2011 | スティールダイバー                                  | 作曲                       | 朝日温子と共同                                               |
| 2011 | マリオカート7                                       | サウンドサポート           |                                                              |
| 2012 | わらわら広場                                        | 作曲・効果音               | Wii U内メニューBGM                                           |
| 2013 | スーパーマリオ 3Dワールド                           | 作曲                       | 横田真人・岩田恭明・近藤浩治と共同                           |
| 2014 | スティールダイバー サブウォーズ                     | 作曲                       | 永田権太・朝日温子と共同                                     |
| 2014 | 大乱闘スマッシュブラザーズ for Nintendo 3DS / Wii U | 編曲                       | 一部楽曲の編曲                                               |
| 2015 | マリオパーティ10                                    | 声                         | 声の一部を担当                                               |
| 2015 | スプラトゥーン                                      | サウンドディレクター・作曲 | 作曲：藤井志帆と共同                                         |
| 2017 | スプラトゥーン2                                     | サウンドディレクター・作曲 | 作曲：永松亮・藤井志帆と共同                                 |
| 2019 | スーパーマリオメーカー2                             | 作曲                       | 作曲：朝日温子・土肥紗也子と共同                             |
| 2022 | スプラトゥーン3                                     | 作曲                       | 作曲：須戸敏之・永松亮・藤井志帆・高橋優海・土肥紗也子と共同 |

その他
- ニンテンドー ゲームキューブの起動音（作曲）